# Псевдоаллергия
Псевдоаллергия (от греч. ψευδής — «ложный» и аллергия; синоним — параллергия) — патологический процесс, который с клинической точки зрения идентичен аллергической реакции 1 типа, но причины возникновения которого иные, чем у истинной аллергии. При развитии псеводаллергического процесса отсутствует иммунологическая стадии развития, реакция начинается сразу со стадии освобождения медиаторов воспаления, последующие стадии развития патологического состояния совпадают.
Причиной псевдоаллергии могут быть нарушения метаболизма гистамина, либо отдельные формы пищевой непереносимости.